# Burg Gutenburg (Elsass)

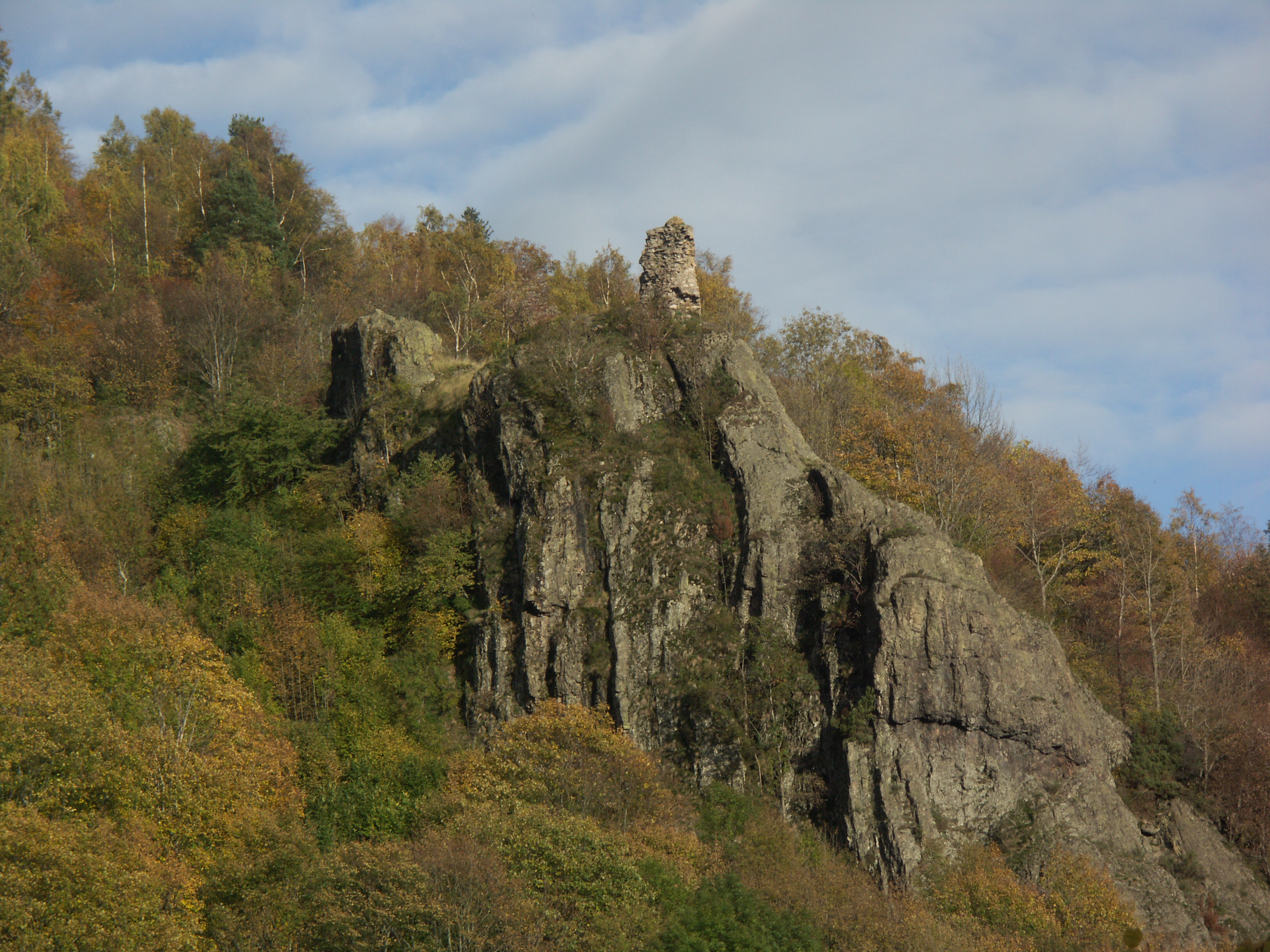
Ruine der Burg Gutenbourg

Die Burg Gutenburg (auch Judenburg oder veraltet Gudenburg, französisch Château du Gutenbourg oder Judenbourg) ist die Ruine einer Felsenburg auf dem Gebiet der französischen Gemeinde Le Bonhomme in den Vogesen im Département Haut-Rhin (Oberelsass).
Die Burgruine befindet sich über dem Dorf Le Bonhomme, etwa 15 km südwestlich der Stadt Sainte-Marie-aux-Mines und 11 Kilometer westnordwestlich von Kaysersberg.

## Geschichte
Die geschichtlichen Nachrichten über die Gutenburg sind spärlich. Besitzgeschichtliche Verbindungen bestehen zu der 10 Kilometer südsüdöstlich gelegenen Burg Hohnack; beide Burgen waren häufig von denselben Geschichtsereignissen betroffen.
Im Jahr 1199 wird ein nach der Burg benannter Ulricus de Gotenburg urkundlich erwähnt. 1437 wird Burg Judenburg in einer rappoltsteinischen Urkunde erwähnt (Hohennack und Judenburg, die burge). Am 20. Dezember 1417 gibt König Sigismund in Konstanz die Burg Hohnack mit Zubehör, darunter das Haus Judenburg, sowie eine Reihe anderer Ländereien seinem Rat, Graf Johann I. von Lupfen-Stühlingen zu Lehen. Nach dem Ableben des Grafen Lupfen kam die Burg Hohnack mit Zubehör 1437 an die Rappoltstein zurück.
Die Ortschaft Le Bonhomme (Diedolshausen) mit der Gutenburg gehörte am Jahresanfang 1648 zum Amt Hohnack oder Urbeis der Herrschaft Rappoltstein. Im Jahr 1780 war Schloss Judenburg bereits verwüstet.